# Leptogenys centralis
Leptogenys centralis é uma espécie de formiga do gênero Leptogenys, pertencente à subfamília Ponerinae.